# Roholte (parochie)
Roholte is een parochie van de Deense Volkskerk in de Deense gemeente Faxe. De parochie maakt deel uit van het bisdom Roskilde en telt 636 kerkleden op een bevolking van 776 (2004). 
De parochie was tot 1970 deel van Fakse Herred. In dat jaar werd de parochie opgenomen in de nieuwe gemeente Fakse. Deze ging in 2007 op in de fusiegemeente Faxe.

## Geboren
- Karl Adolph Gjellerup (1857-1919), dichter, schrijver en Nobelprijswinnaar (1917)